# Sechs Deutscher Lieder
Sechs Deutsche Lieder opus 14 is een verzameling liederen gecomponeerd door Agathe Backer-Grøndahl. Het was na Vier Gesänge opus 10 haar tweede liederen op Duitse teksten. De bundel werd uitgegeven door Wartmuth Musikforlag op de grens van 1882 en 1883.
De zes liederen zijn:
- Ein Fichtenbaum op tekst van Heinrich Heine in andante
- Elslein op tekst van Karl Stieler in allegretto leggiero
- Lied des Mädchens op tekst van Emanuel Geibel in andantino
- Dulde, gedulde dich fein op tekst van Paul Heyse in allegretto semplice
- Unruhe op tekst van Emanuel Geibel in allegro molto agitato
- Ich möcht’es mir selber verschweigen op tekst van Max Jähns in andantino

Ich möcht’es mir selber verschweigen werd al uitgevoerd op 4 maart 1882 door een amateurzangeres (en amatrice), begeleid door de componiste. Ein Fichtenbaum werd op 18 april 1883 (met een herhaling op 13 maart 1884)   gezongen door Ida Basilier-Magelssen met de componiste achter de piano. Dulde, gedulde was pas aan de beurt op 1 maart 1902 met zangeres Ida Ekman.